# Curie (månekrater)
Curie er et stort nedslagskrater på Månen, hvoraf meget ligger på Månens bagside, men den vestlige rand rækker ind over Månens forside (som den er defineret ved det selenografiske koordinatsystem). Området bringes lejlighedsvis helt inden for synsvidde på grund af libration, men krateret ses da fra siden og i perspektivisk forkortning, så kun få detaljer kan observeres. Krateret er opkaldt efter den franske fysiker, kemiker og nobelprismodtager Pierre Curie (1859 – 1906).
Navnet blev officielt tildelt af den Internationale Astronomiske Union (IAU) i 1970.

## Omgivelser
Curiekrateret ligger mellem Schorr mod nordvest og den bjergomgivne slette Sklodowska mod nordøst. Den stærkt beskadigede bjergomgivne slette Lauritsen er forbundet med dets sydøstlige rand. Både Sklodowska og Lauritsen er mindre end Curie.

## Karakteristika
Curies ydre rand er blevet beskadiget og omformet af nærliggende nedslag. Randens sider er forholdsvis lineære, hvilket giver krateret en kasselignende form. Over en del af den østlige del af randen ligger de bemærkelseværdige satellitkratere "Curie C" mod nordøst og "Curie G" mod øst. I den nordlige ende ligger det lille krater "Curie Z" over kraterranden. Der ligger adskillige andre små kratere langs randen, særlig mod sydvest.
Kraterbunden i Curiekrateret danner en forholdsvis jævn slette, i det mindste i forhold til det terræn, som omgiver krateret, men bunden er adskillige steder forstyrret af små nedslag. En samling af disse ligger nær den sydvestlige rand, og adskillige af dem overlapper hinanden. Det lille krater "Curie K" ligger i bundens sydøstlige del, og "Curie V" ligger langs den nordvestlige indre væg.

## Satellitkratere
De kratere, som kaldes satellitter, er små kratere beliggende i eller nær hovedkrateret. Deres dannelse er sædvanligvis sket uafhængigt af dette, men de får samme navn som hovedkrateret med tilføjelse af et stort bogstav. På kort over Månen er det en konvention at identificere dem ved at placere dette bogstav på den side af satellitkraterets midte, som ligger nærmest hovedkrateret. Curiekrateret har følgende satellitkratere:
| Curie | Længde  | Bredde  | Diameter |
| ----- | ------- | ------- | -------- |
| C     | 21,1° S | 94,1° Ø | 47 km    |
| E     | 22,4° S | 96,2° Ø | 43 km    |
| G     | 23,6° S | 94,8° Ø | 53 km    |
| K     | 23,7° S | 92,7° Ø | 12 km    |
| L     | 26,3° S | 92,8° Ø | 21 km    |
| M     | 28,4° S | 92,5° Ø | 34 km    |
| P     | 28,4° S | 90,1° Ø | 26 km    |
| V     | 22,0° S | 90,4° Ø | 21 km    |
| Z     | 20,5° S | 92,2° Ø | 25 km    |

## Måneatlas
- Billeder af Curiekrateret i LPI-måneatlasset